# 北海道道5号江差木古内線

北海道道5号江差木古内線と、平行する廃線となった江差線の橋梁（2019年7月撮影）上ノ国町字早瀬

北海道道5号江差木古内線（ほっかいどうどう5ごう えさしきこないせん）は、北海道檜山郡江差町と上磯郡木古内町を結ぶ道道（主要地方道）である。

## 概要
大部分の区間でJR北海道江差線（2014年5月12日部分廃止区間）に並行するルートであった。

### 路線データ
- 起点：北海道檜山郡江差町字中歌町（国道228号上、国道227号交点）
- 終点：北海道上磯郡木古内町字本町（国道228号交点）
- 総延長：48.395 km[1]
- 実延長：40.544 km[1]
- 重用延長：7.851 km[1]

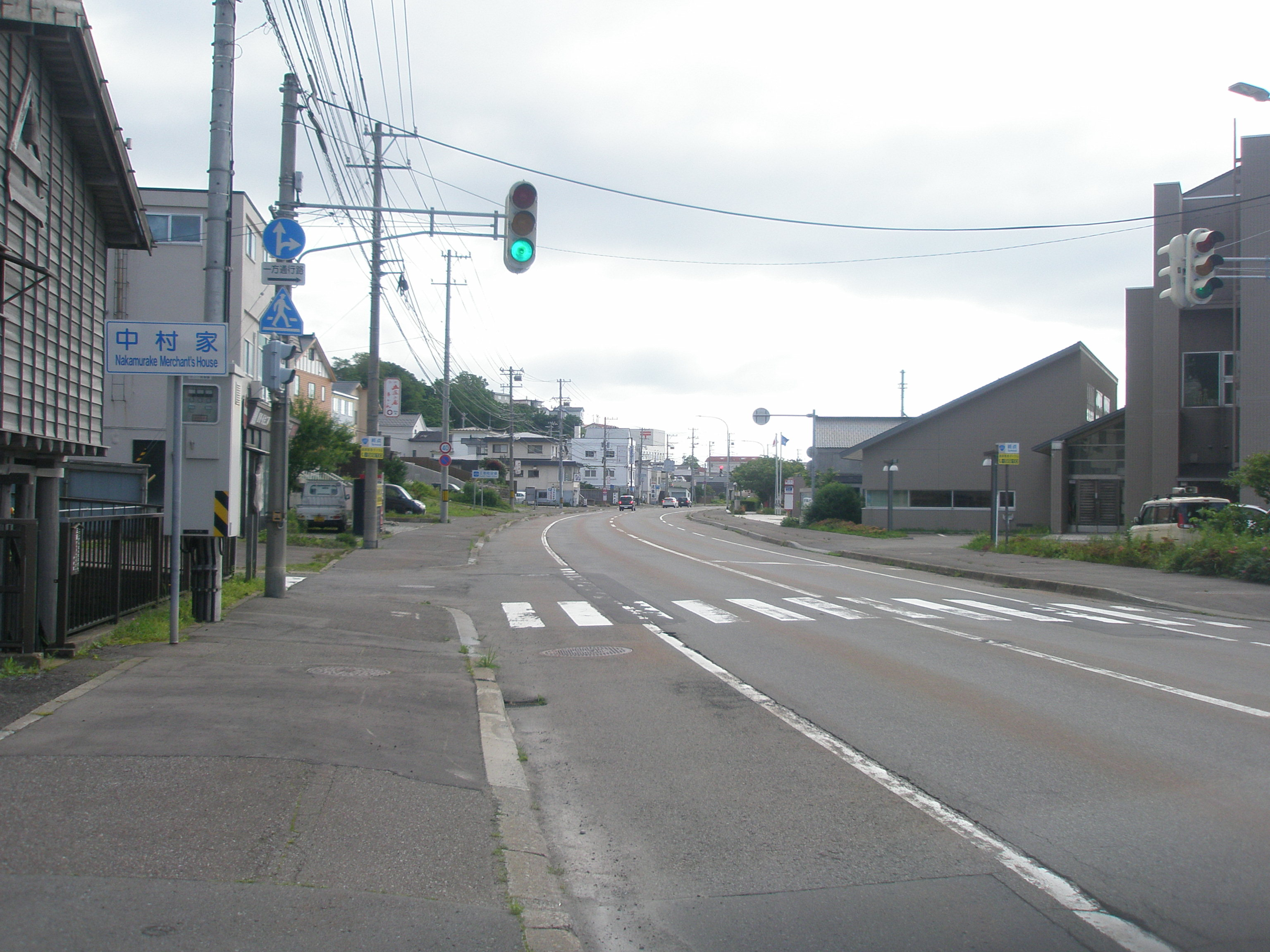
北海道道5号江差木古内線・起点（国道227号及び国道228号・終点と同一、国道227号側から見る）
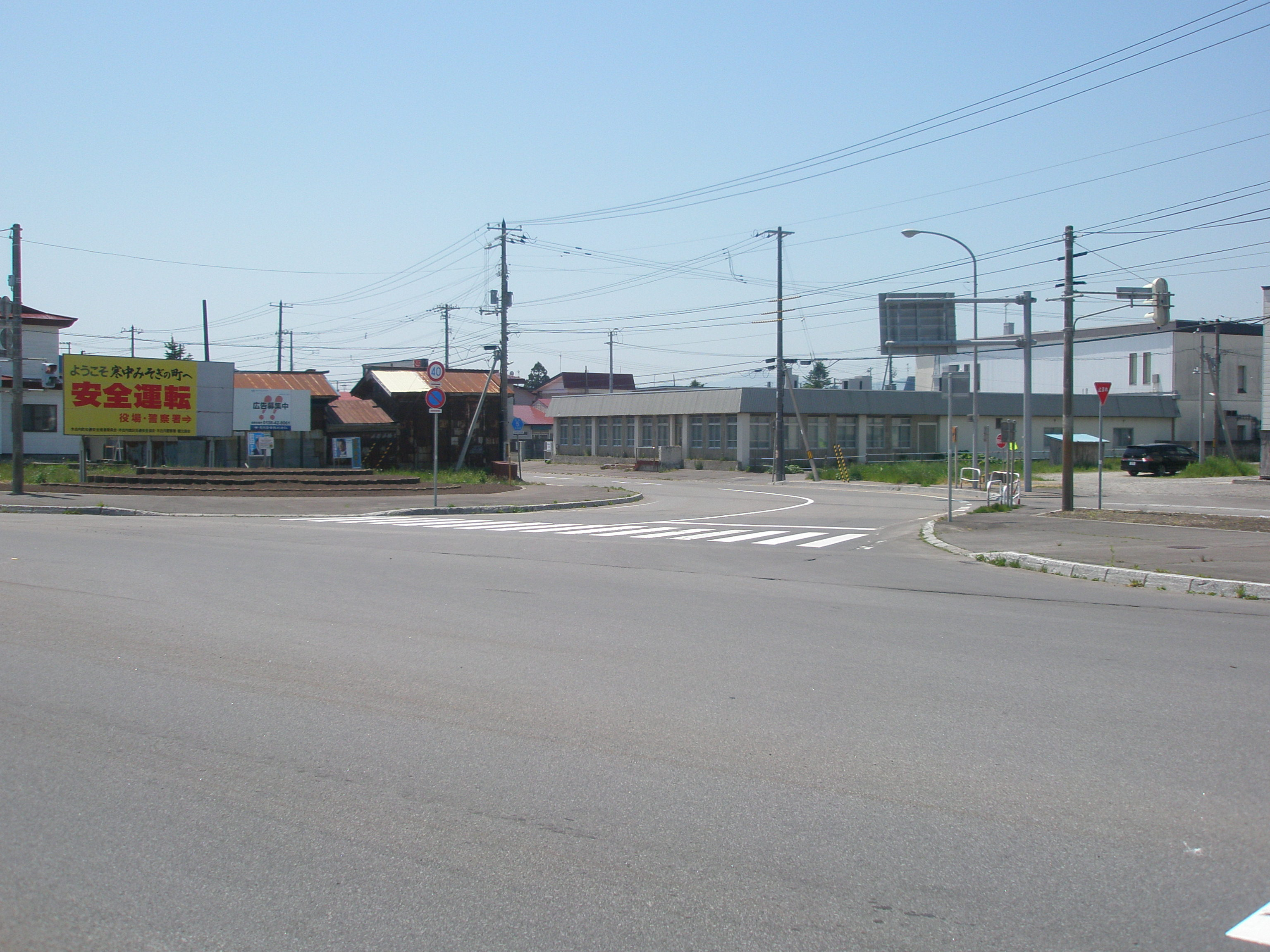
北海道道5号江差木古内線・終点（国道228号交点）

### 道路管理者
- 渡島総合振興局 函館建設管理部 江差出張所
- 渡島総合振興局 函館建設管理部 松前出張所

## 歴史
- 1954年（昭和29年）3月30日 - 9号として路線認定[2]。
- 1993年（平成5年）5月11日 - 建設省から、道道江差木古内線が江差木古内線として主要地方道に指定される[3]。
- 1994年（平成6年）10月1日 - 路線番号を5号に変更[4]。
- 1995年（平成7年）4月11日 - 起点を国道227号交点に変更。江差町の中心部を通り同町津花町で国道228号に合流する約1.1 kmの区間は「いにしえ街道」と呼ばれ、歴史的町並みが整備された[5]。
- 2006年（平成18年）4月1日 - いにしえ街道の区間を町道に指定替え[6]。
- 2009年（平成21年）11月30日 - 天の川きららトンネルが開通、供用開始[7][8]。
- 2014年（平成26年）- 「再現！ 江差の五月は江戸にもない～“いにしえ街道”の景観を生かすまちづくり～」で手づくり郷土賞受賞[9]。
- 2016年（平成28年）11月30日 - 同年11月29日に新吉堀トンネルが開通し、供用開始[8][10][11]。
- 2019年（令和元年）10月11日 - 大留交差点（国道228号交点）が北海道初のラウンドアバウトとして供用開始[12][13][14][15]。

この路線の前身は「旧準地方費道　函館江差線」として認定されていたもので、前身路線の廃止後に新たに「北海道道江差木古内線」として認定された。

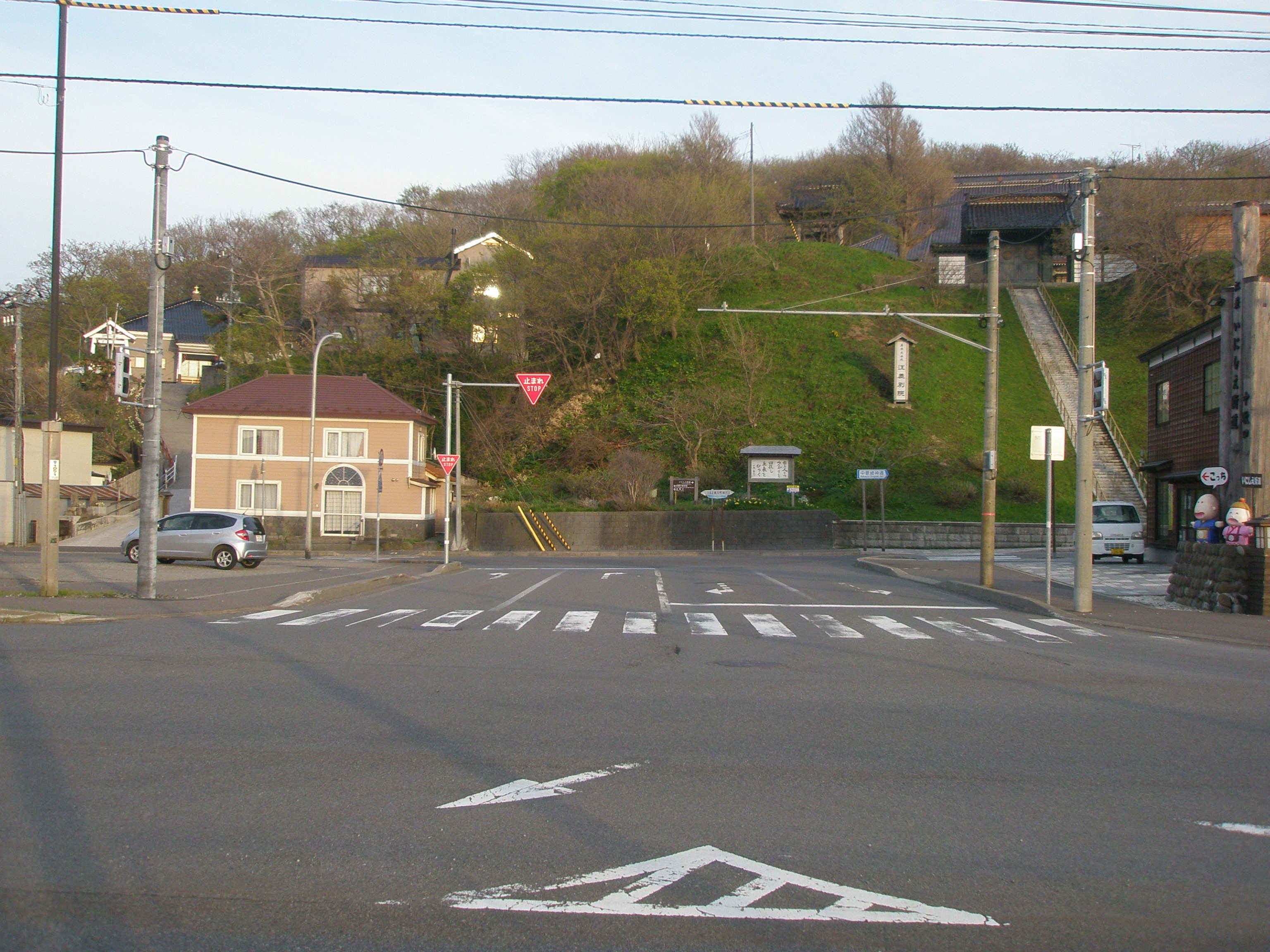
北海道道5号江差木古内線・旧起点（檜山郡江差町字中歌町）この地点から先にある丁字路右折後の道路（現・いにしえ街道）がかつての「江差木古内線」だった
天の川きららトンネル終点側、坑口左側にゲートで閉鎖された旧道

## 路線状況

### 重複区間
- 国道228号（江差町字中歌町 - 上ノ国町字大留）
- 北海道道383号木古内停車場線（木古内町本町）

### 道路施設

#### トンネル
- 天の川きららトンネル（511 m、上ノ国町字早瀬 - 上ノ国町字湯ノ岱）
- 新吉堀トンネル（1,506 m、上ノ国町字湯ノ岱 - 木古内町字大川）

天の川きららトンネル（2019年4月撮影）
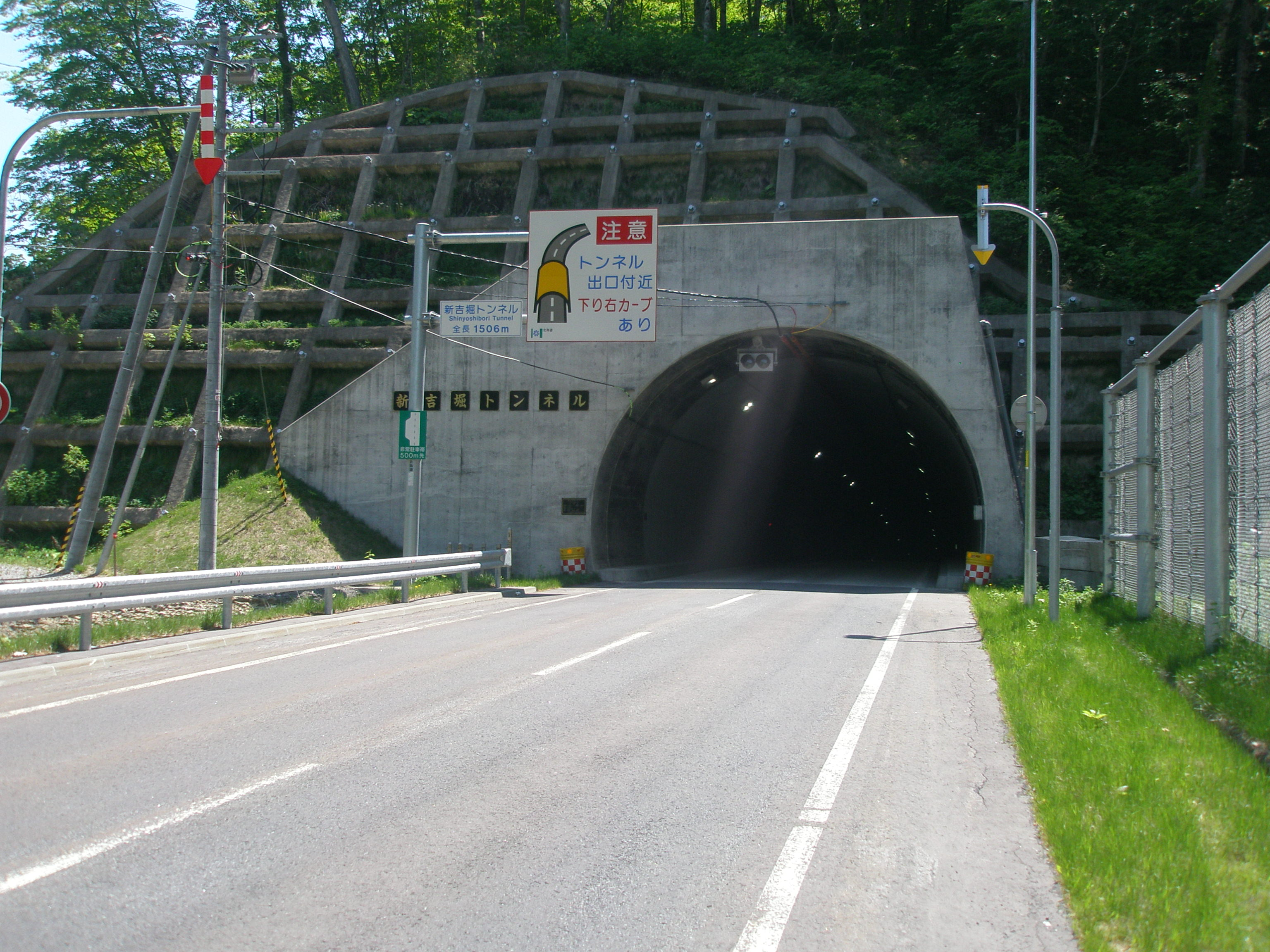
新吉堀トンネル（2019年5月撮影）

廃止されたトンネル
- 吉堀トンネル (150 m) 新吉堀トンネル供用に伴い廃止

#### 主な橋梁
- 桂岡橋（48 m、苫符川、上ノ国町）
- 開運橋（97 m、木古内川、木古内町）
- 木古内橋（89 m、木古内川、木古内町）

## 地理

### 通過する自治体
- 檜山振興局
  - 檜山郡江差町
  - 檜山郡上ノ国町
- 渡島総合振興局
  - 上磯郡木古内町

### 交差する道路
江差町
- 国道227号 - 字中歌町（起点）
- 国道228号 - 字中歌町（起点）（重複）
- 北海道道215号江差停車場線 - 字姥神町

上ノ国町
- 国道228号 - 字大留（重複）
- 北海道道812号館町福島線 - 字湯ノ岱

木古内町
- 北海道道383号木古内停車場線 - 本町（重複）
- 国道228号 - 本町（終点）

### 主な峠
- 稲穂峠

### 沿線にある施設など
上ノ国町
- 湯ノ岱温泉

木古内町
- 木古内町郷土資料館「いかりん館」

## その他
2018年までは、路線中の山間部に携帯電話の不感地帯が多数存在し、特に新吉堀トンネルから木古内町側での携帯電話不感地帯の範囲が多いために、その区間においては携帯電話不感地帯を告知する標識が設置されていたが、2018年3月にソフトバンクがアンテナを設置し、それに続けて同年11月にはNTTドコモとauもアンテナを設置した事によって携帯電話不感地帯が解消された。なお、携帯電話不感地帯を告知する標識はそれらに伴って「この先通話可能エリア」の表記に変更された。